# Myrsjön (Norbergs socken, Västmanland)
Myrsjön är en sjö i Norbergs kommun i Västmanland och ingår i Dalälvens huvudavrinningsområde.